# Acrolophus capex
Acrolophus capex är en fjärilsart som beskrevs av Edward Meyrick 1921. Acrolophus capex ingår i släktet Acrolophus och familjen Acrolophidae. Inga underarter finns listade i Catalogue of Life.